# Kenyeres József (kanonok)
Kenyeres József (Szombathely, 1724. május 24. – Rozsnyó, 1805. március 25.) teológiai doktor, kanonok és apát.

## Élete
19 éves korában a Jézus Társaságba lépett. Tanulmányainak végeztével 1761-ben pappá szentelték. A nagyszombati bölcseleti karon 1762/63-ban a fizika tanára, 1764/65-ben a kar dékánja, a hittudományi karon 1763/64-ben a szentek történetét, 1764/65-ben a kontroverziát, 1765/66-ben a kánonjogot, 1766-tól 1773-ig pedig a teológiát és a filozófiát tanította. 1772/73-ben egyszermind a kar dékánja is volt. A rend eltörlése (1773) után akadémiai igazgató lett Kassán, majd 1780-tól kanonok Rozsnyón és biersi apát. A szegényeknek, kivált a cigányoknak bőkezű jótevője volt.

## Munkái
1. Beszéd a szepl. fog. b. Szűzről. Nagyszombat, 1754
2. Panegyricus Divo Ignatio dictus. Uo. 1755 és 1773
3. Oratio funebris cum solennes exequiae... dni Andreae Sauberer ... a. 1779. calendis Decembris extincti celebrarentur III. nonas Januarias Jászóviae pronunciata. Cassoviae
4. Trenckii bilanx pondere vacua. Budae, 1790 (névtelenül, többen Katona István történetírónak tulajdonítják ezen munkát, azonban hibásan, miután ő maga Historia Critica LXI. 597. l. Kenyerest nevezi meg a mű szerzőjének)
5. Censura tentaminis demonstrationis trium propositionum. Uo. 1790 (névtelenül)
6. Castigatio libelli: Jus rei publicae in bona ecclesiasticorum. Cassoviae 1792. (névtelenül)
7. Analysis libri: «Ad utramque aurem» dicti. A. J. K. C. E. R. et C. Pestini. 1796, két kötet

Ezeken kívül több munkája kéziratban maradt.